# Александровский (Миллеровский район)
Алекса́ндровский (Алекса́ндров, Вичиркин) — хутор в Миллеровском районе Ростовской области. Входит в состав Треневского сельского поселения.

## География
На хуторе имеется одна улица: Портовая.

## История
Основан в 1889 году. По переписи 1897 года хутор Александров (он же Вичиркин) — поселение на частно-владельческих землях Мальчевско-Полненской волости Донецкого округа Области Войска Донского, в третьем заседательском участке; 6 дворов, 28 жителей (16 мужчин и 12 женщин), все жители — крестьяне украинской национальности. 13 жителей мужского пола и 7 женского пола были уроженцами Области Войска Донского, остальные (3 мужчины и 5 женщин) были родом из других губерний.
Согласно «Алфавитному списку населённых мест Области Войска Донского» (1915), Александровский (Зелёно-Дубовское товарищество) — хутор на частно-владельческой земле при реке Полной; 8 дворов, 55 жителей (30 мужчин и 25 женщин), 290 десятин земли; в 3-м заседательском участке, в Донском Тарасовском благочинии, в 4-м судебно-следственном участке Новочеркасского окружного суда, в 3-м Ольхово-Рогском медицинском участке. Ближайшая земская почтовая станция — в слободе Мальчевско-Полнинской (4 версты); железнодорожная станция — в станице Мальчевской (10 вёрст).
По данным Всесоюзной переписи населения 1926 года хутор Александровка находился в Мальчевско-Полненском сельсовете Мальчевско-Полненского района Донецкого округа Северо-Кавказского края РСФСР; 15 хозяйств, население — 97 жителей (41 мужчина и 56 женщин), в том числе 2 казака (1 мужчина и 1 женщина).
В 1963 году в состав Александровского включены хутора Зелёный Гай и Зелёная Дубрава.

## Население
| 2010 |
| ---- |
| 27   |